# Mèrope (esposa de Megareu)
Mèrope (en grec antic: Μερόπη) va ser, segons la mitologia grega, l'esposa de Megareu, un heroi, fill de Posidó.
Amb Megareu va tenir un fill, Hipòmenes, l'heroi que va arriscar la seva vida per casar-se amb Atalanta, que no desitjava el matrimoni, ja que s'havia de mantenir verge per estar dedicada a Àrtemis. Forçava els pretendents a disputar una cursa contra ella i matava qualsevol que l'avancés. Hipòmenes va competir amb Atalanta, però com que no era prou ràpid, va sol·licitar l'ajut d'Afrodita. La deessa li va donar tres pomes d'or del jardí de les Hespèrides, segons algunes versions, perquè les llancés fora de pista al davant de la seva competidora, i, mentre aquesta s'entretenia recollint-les, ell la podia avançar. Així va guanyar la cursa i es van casar. Però Hipòmenes no va fer el sacrifici d'agraïment a Afrodita, i per això la deessa el va instigar a profanar amb la seva esposa el santuari de Cíbele, i aquesta, indignada, els va transformar en lleons. Aquests lleons els va enganxar al seu carro i així Cíbele el dirigeix, estirat per Hipòmenes i Atalanta en forma de lleons.